# Tetrastichus nigricoxa
Tetrastichus nigricoxa is een vliesvleugelig insect uit de familie Eulophidae. De wetenschappelijke naam is voor het eerst geldig gepubliceerd in 1917 door Luigi Masi. Het specimen dat hij beschreef was afkomstig van het eiland Silhouette in de Seychellen.